# María Barrier
María Barrier (Palma de Mallorca) es una podcaster, periodista y personalidad de Internet española. Junto con Samantha Hudson presenta el podcast Bimboficadas.

## Educación
María se graduó en Antropología en la Universidad de Barcelona, especializándose en Comunicación Digital y Periodismo.

## Carrera
Se dio a conocer en redes sociales a partir de noviembre de 2023, fecha en la que lanzó por primera vez el podcast Bimboficadas, copresentado por la cantante Samantha Hudson.
El 7 de agosto de 2024, María se encontraba grabando en directo un episodio de Bimboficadas justo con Samantha Hudson en un teatro de Valencia, cuando tres individuos neonazis, todos varones y miembros del Núcleo Nacional, interrumpieron con la grabación con insultos dirigidos concretamente hacia Samantha. Finalmente fueron expulsados por la propia María Barrier, quién contó con el apoyo de todos los asistentes del teatro. Tiempo después de lo sucedido María informó a través de redes sociales que los tres individuos, que vestían camisa negra y pasamontañas, habían ingresado en el recinto pagando sus respectivas entradas. Los hechos trascendieron a la prensa nacional, y fueron cubiertos a modo de noticia por medios como Público, La Sexta o 20minutos.
También acudió como invitada al podcast Sabor a Queer, presentado por el director de cine David Velduque, en un episodio que se emitió el 18 de noviembre de 2024. Posteriormente, el 28 de noviembre de ese mismo año intervino en una asamblea abierta junto con Mariona Pagès, Clara Sans y Leo Espluga, como parte de una de las jornadas de pensamiento joven de Bivac.
Como periodista ha escrito para Acero y Metal Magazine, y ha presentado diversos coloquios.

## Vida personal
María es una persona abiertamente neurodivergente. Actualmente se encuentra en una relación sentimental con su novia Bruna, hija de la actriz Aitana Sánchez-Gijón.Se identifica como lesbiana.